# Ініціатива НАТО у Південно-Східній Європі

Європейські країни ініціативи НАТО у Південно-Східній Європі
учасниці
спостерігачки

Ініціатива НАТО у Південно-Східній Європі, ІПСЄ (англ. Southeast European Cooperative Initiative, SECI) — ініціатива, що успішно здійснює стабілізацію у нестабільному регіоні і шукає підтримки у міжнародних організацій і країн.
Штаб-квартира організації розташована у палаці Гофбург у Відні.

## Мета
Повна інтеграція, згуртованість і розвиток Південно-Східної Європи для активної і рівної участі країн регіону у європейських і глобальних економічних, політичних і соціальних процесах й створення структур для здійснення цих процесів.

## Історія
5-6 грудня 1996 в Женеві відбулась установча конференція, на якій 6 грудня було формально схвалено заяву про наміри. 19 грудня голова бюро ініціативи, швейцарський федеральний канцлер Флавіо Котті, призначив доктора Ерхарда Бузека, колишнього віце-канцлера Австрії, Координатором ініціативи.
Метою організації було покращити ситуацію у Південно-Східній Європі після падіння комуністичних режимів і розпаду Югославії.
Організація створювалась не стільки як допоміжна програма, а більше як програма самопомічі. Метою було створити співпрацю зацікавлених сторін; полегшити співпрацю, ухвалення рішень, виконання конкретних дій; прискорити розвиток й інтеграційний процес у регіоні.
Робота Ініціативи підтримується партнерством Європейської економічної комісії ООН (ЄЕК ООН) і Організації з безпеки і співробітництва в Європі (ОБСЄ), що допомагають втілити ідею Ініціативи.
Спершу ЄЕК ООН підтримувала роботу Ініціативи на рівні експертиз і технічних порад, а сама Ініціатива логістично і адміністративно утримувала невеликий персонал у Відні.
Згодом, після затвердження Пакту про стабільність у Південно-Східній Європі (ПСПСЄ), і призначення на посаду Спеціального Координатора ПСПСЄ доктора Ерхарда Бузека з січня 2002 по червень 2008, ПСПСЄ став одним з найважливіших стратегічних партнерів ІПСЄ при втіленні багатьох проектів ініційованих ІПСЄ.
Після зміни структури регіональної співпраці у Південно-Східній Європі і зміни завдання ІПСЄ в регіональній співпраці, взаємини з партнерами і міжнародними організаціями були переглянуті. По закінченні дії Пакту про стабільність у Південно-Східній Європі його повноваження перейшли до Ради регіональної співпраці, що стала новим партнером Ініціативи в регіоні.
2014 ІПСЄ почала співпрацю з SENAT DER WIRTSCHAFT для створення стабільної економіки регіону. Також Ініціатива розширює співпрацю з Європейським Дунайським Форумом і допомагає в реалізації процесів Форуму.

## Учасники

### Країни-учасники
- Албанія
- Боснія і Герцеговина
- Болгарія
- Греція
- Північна Македонія
- Молдова
- Румунія
- Сербія
- Словенія
- Туреччина
- Угорщина
- Хорватія
- Чорногорія

### Країни-спостерігачі
- Австрія
- Азербайджан
- Бельгія
- Велика Британія
- Грузія
- Іспанія
- Італія
- Канада
- Нідерланди
- Німеччина
- Португалія
- США
- Україна
- Франція
- Японія

### Організації-спостерігачі
- Міжнародна організація з міграції
- Європейський інститут співпраці з дотримання закону
- Міжнародний центр розробки міграційної політики
- Тимчасова Місія ООН у Косові

## Джерело
Офіційний сайт [Архівовано 12 вересня 2014 у Wayback Machine.]